# Myrmecophilus sinicus
Myrmecophilus sinicus is een rechtvleugelig insect uit de familie mierenkrekels (Myrmecophilidae). De wetenschappelijke naam van deze soort is voor het eerst geldig gepubliceerd in 1956 door Bey-Bienko.